# Paunaste
Paunaste – wieś w Estonii, w prowincji Harju, w gminie Kõue.